# Godachikonda, Hirekerur
Godachikonda là một làng thuộc tehsil Hirekerur, huyện Haveri, bang Karnataka, Ấn Độ.